# All Sky Automated Survey
O All Sky Automated Survey (ASAS) é um projeto polonês implementado no dia 7 de abril de 1997 para fazer monitoramento fotométrico de aproximadamente 20 milhões de estrelas por todo o céu com magnitudes mais brilhantes do que 14. Os telescópios automáticos descobriram dois novos cometas em 2004 e 2006. O ASAS-Sul, está localizado no Chile e o ASAS-Norte, está localizado no Havaí, são geridos por Grzegorz Pojmański do Observatório da Universidade de Varsóvia através da internet.